# دانيال كاردونا
دانيال كاردونا (بالإسبانية: Daniel Cardona i Civit) هو سياسي إسباني، ولد في 1890 في برشلونة في إسبانيا، وتوفي في 1943 في سان خوستو ديزفيرا في إسبانيا. نشط حزبياً في Unió Catalanista ‏. وقد انتخب عمدة سان خوستو ديزفيرا.